# Spawanie łukiem krytym

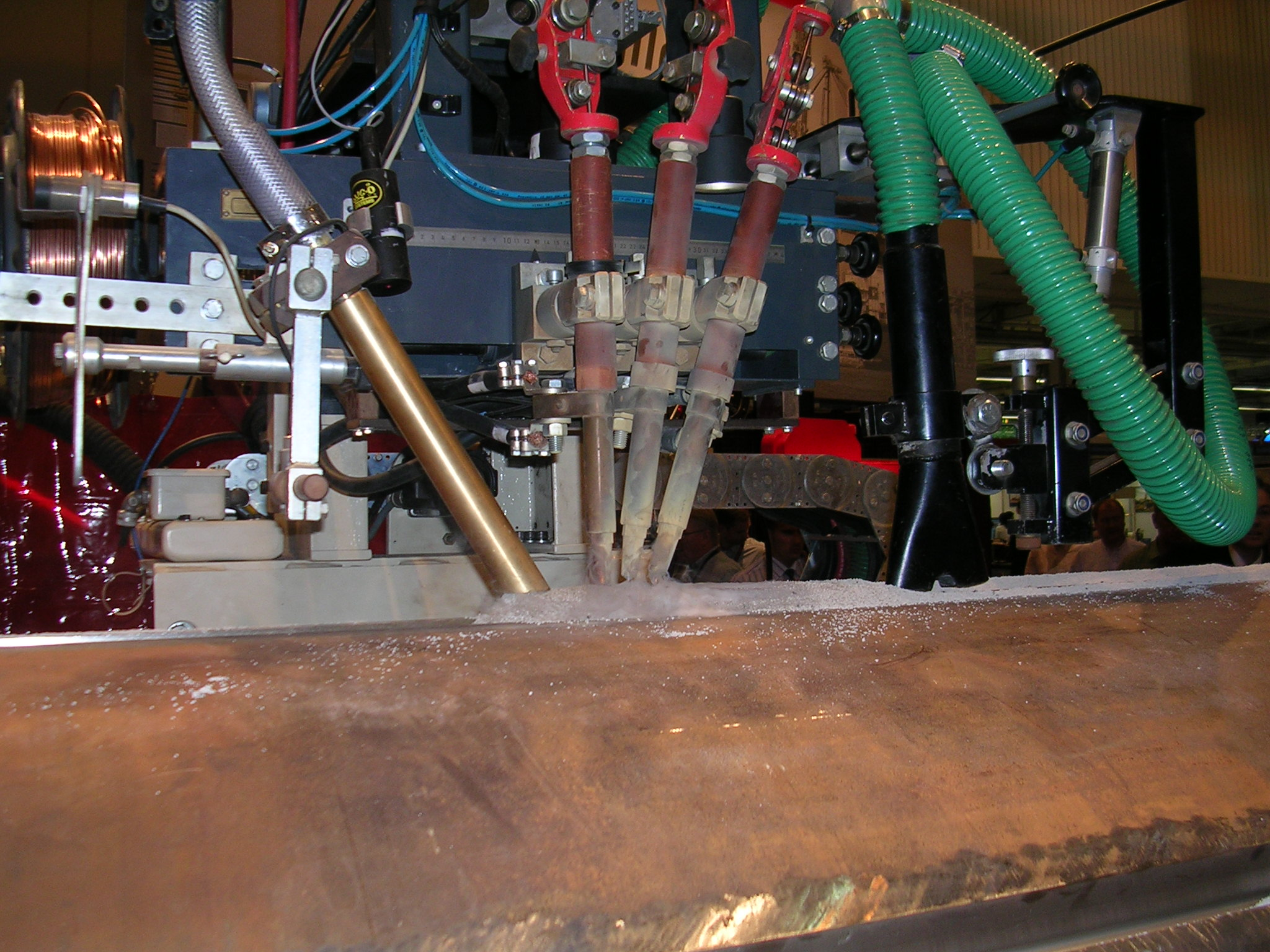
Spawanie łukiem krytym

Spawanie łukiem krytym (ang. SAW - Submerged Arc Welding) – metoda spawania polegająca na łączeniu elementów metalowych za pomocą elektrody w otulinie granulowanego topnika. Z powodu wytwarzania wysokiej temperatury przez łuk elektryczny topnik, stapiając się, tworzy ochronną warstwę żużla pokrywającego spoinę i nie dopuszcza do utlenienia spoiny. Tego typu proces spawania prowadzi się zwykle za pomocą w pełni zautomatyzowanego sprzętu, dostępne są także ręcznie prowadzone uchwyty. Dla zwiększenia wydajności spawania stosuje się rozwiązanie z kilkoma elektrodami. Metoda spawania łukiem krytym, dzięki bardzo dużej szybkości spajania, bardzo dobrze nadaje się do wykonywania długich prostoliniowych złączy w pozycji podolnej. Metoda jest często stosowana w trakcie produkcji zbiorników ciśnieniowych, w zakładach chemicznych, w trakcie wytwarzania dużych konstrukcji stalowych, w pracach naprawczych oraz w przemyśle stoczniowym.

## Zastosowanie
- napawanie
- spawanie blach o dużej grubości (>10 mm)
- spawanie automatyczne w liniach spawalniczych
- montaż dużych konstrukcji stalowych

## Zalety metody
- dobra jakość spoiny
- dobra wydajność pracy
- wysoka sprawność energetyczna
- dobre warunki pracy spawacza - łuk elektryczny schowany jest pod warstwą topnika
- brak szkodliwych oparów (gazów spawalniczych)

## Wady metody
- aby spawać w pozycji innej niż podolna, należy zastosować specjalne oprzyrządowanie (w praktyce niestosowane)
- przed spawaniem topnik musi być odpowiednio przygotowany (konieczne suszenie)